# Carol Cronin
Carol Cronin (Bethesda, 23 de junio de 1964) es una escritora y deportista estadounidense que compitió en vela en las clases Yngling y Snipe.
Ganó una medalla de bronce en el Campeonato Mundial de Yngling de 2004 y una medalla de oro en el Campeonato Mundial Femenino de Snipe de 2018.

## Palmarés internacional
| Campeonato Mundial | Campeonato Mundial | Campeonato Mundial | Campeonato Mundial |
| Año                | Lugar              | Medalla            | Clase              |
| ------------------ | ------------------ | ------------------ | ------------------ |
| 2004               | Santander (España) | Medalla de bronce  | Yngling            |

| Campeonato Mundial | Campeonato Mundial       | Campeonato Mundial | Campeonato Mundial |
| Año                | Lugar                    | Medalla            | Clase              |
| ------------------ | ------------------------ | ------------------ | ------------------ |
| 2018               | Newport (Estados Unidos) | Medalla de oro     | Snipe              |

## Publicaciones[4]
- Oliver’s Surprise, GemmaMedia, 2008.
- Cape Cod Surprise, GemmaMedia, 2010.
- Game of Sails: An Olympic Love Story, LiveWire, 2012.
- Ferry to Cooperation Island, She Writes Press, 2020.